# Cyryl Brzoza
Cyryl Brzoza (ur. 22 czerwca 1897 w Mościskach, zm. 1940 w Twerze) – starszy posterunkowy Policji Województwa Śląskiego, jedna z ofiar zbrodni katyńskiej.

## Życiorys
Syn Teofila i Albiny z Kansych. W latach 1919–1921 członek Polskiej Organizacji Wojskowej Górnego Śląska, uczestnik powstań śląskich. Od 18 czerwca 1922 roku w Policji Województwa Śląskiego, służył w powiecie katowickim i powiecie rybnickim, we wrześniu 1939 roku na posterunku Sumina.
Po agresji ZSRR na Polskę w 1939 roku znalazł się w niewoli radzieckiej w specjalnym obozie NKWD w Ostaszkowie. Zamordowany przez NKWD wiosną 1940 roku jako jedna z ofiar zbrodni katyńskiej. Pochowany w Miednoje.

## Awans pośmiertny i upamiętnienie
4 października 2007 roku Cyryl Brzoza został pośmiertnie awansowany na stopień aspiranta Policji Państwowej. 4 września 2010 roku koło kościoła parafialnego pw. św. Rafała Kalinowskiego w Szczepańcowej posadzono Dąb Pamięci poświęcony Cyrylowi Brzozie.

## Ordery i odznaczenia
- Krzyż Walecznych
- Medal Niepodległości – 9 listopada 1931 „za pracę w dziele odzyskania niepodległości”[3]
- Krzyż na Śląskiej Wstędze Waleczności i Zasługi I Klasy
- Brązowy Krzyż Zasługi
- Medal Dziesięciolecia Odzyskanej Niepodległości
- Gwiazda Górnośląska
- Brązowy Medal za Długoletnią Służbę